# Seth Gabel

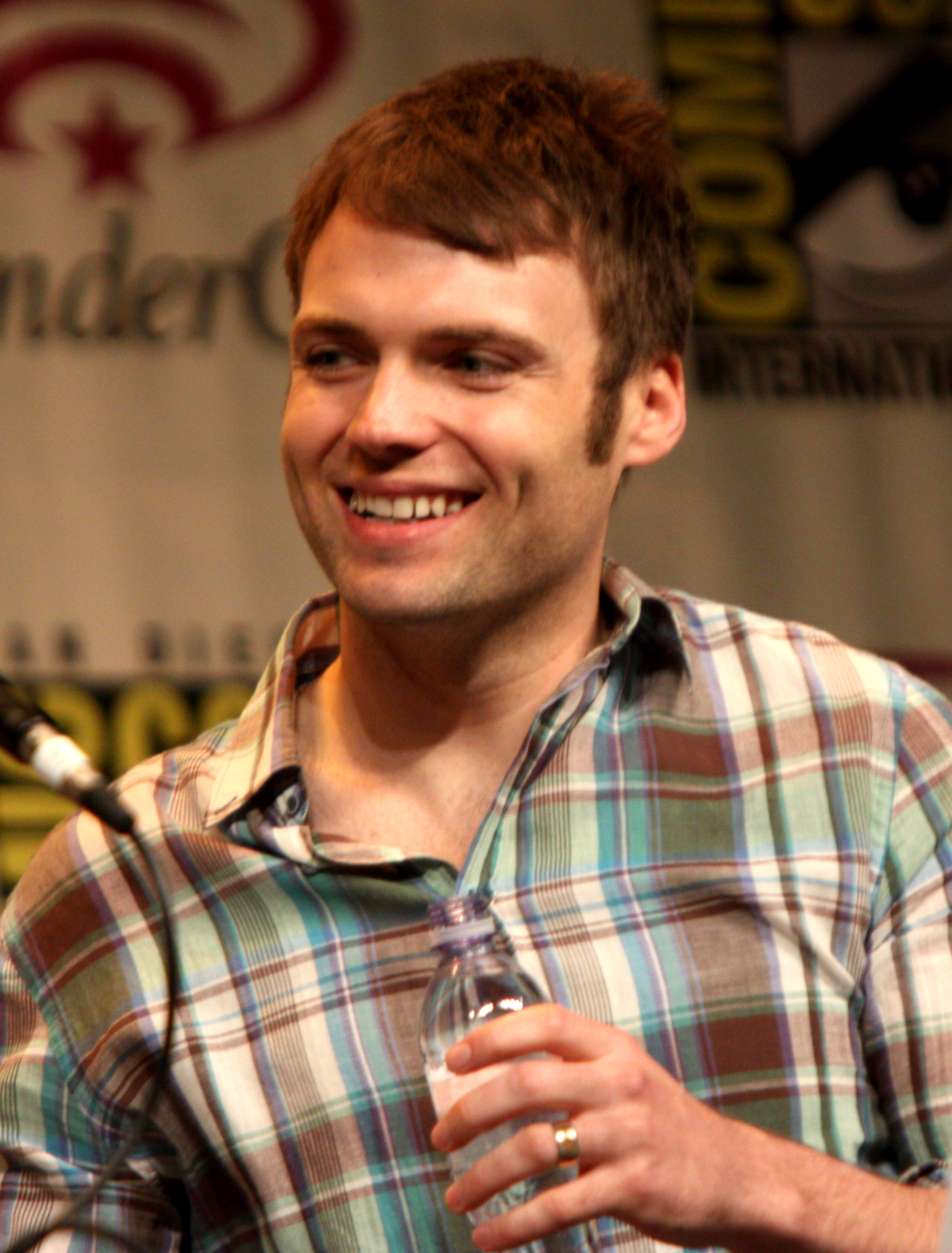
Seth Gabel (2012)

Seth Gabel (* 3. Oktober 1981 in Hollywood, Florida) ist ein US-amerikanischer Schauspieler. Er ist vor allem bekannt durch seine Rolle des Jeremy Darling in Dirty Sexy Money.

## Leben

### Karriere
Seine Karriere begann 2004 mit der Rolle des Adrian Moore in Nip/Tuck – Schönheit hat ihren Preis. 2006 spielte er in The Da Vinci Code – Sakrileg mit. Von 2007 bis 2009 spielte er die Rolle des Jeremy Darling in dem ABC-Drama Dirty Sexy Money. 2010 bekam er die Nebenrolle des Lincoln Lee in Fringe – Grenzfälle des FBI. In der dritten Staffel stieg er zur Hauptbesetzung auf.

### Privatleben
Er besuchte die New York University’s Tisch School of Arts und lernte dort Bryce Dallas Howard, die Tochter von Ron Howard, kennen. Das Paar heiratete am 17. Juni 2006 in Greenwich, Connecticut und bekam 2007 einen gemeinsamen Sohn sowie im Januar 2012 eine Tochter.

## Filmografie (Auswahl)
Filme
- 2006: The Da Vinci Code – Sakrileg (The Da Vinci Code)
- 2006: Beyond
- 2008: Good Dick
- 2010: Jonah Hex

Serien
- 2002: Sex and the City (Episode 5x01)
- 2003: The Lyon’s Den (Episode 1x12)
- 2004: Nip/Tuck – Schönheit hat ihren Preis (Nip/Tuck, 5 Episoden)
- 2004, 2010: CSI: Vegas (CSI: Crime Scene Investigation, 2 Episoden)
- 2005: Law & Order: Special Victims Unit (Episode 6x14)
- 2005: The Closer (Episode 1x03)
- 2007–2009: Dirty Sexy Money (23 Episoden)
- 2010–2013: Fringe – Grenzfälle des FBI (Fringe, 29 Episoden)
- 2013: Arrow (3 Episoden)
- 2014–2017: Salem (36 Episoden)
- 2015–2016: American Horror Story (2 Episoden)
- 2017–2018: Genius (11 Episoden)
- 2019: Billions (Episode 4x05)
- 2022–2023: American Horror Stories (2 Episoden)
- 2022–2023: Big Sky (12 Episoden)
- 2023: The Mandalorian (Episode 3x06, Stimme)
- 2025: The Rookie (2 Episoden)